# 章泽
章泽（1919年—1991年），原名张志伟，奉天海城人。中华人民共和国政治人物。
早年参加学生运动。1947年，担任乌兰浩特市市长，并任内蒙古人民自卫军乌兰浩特卫戍司令部政委。1952年，任中共中央东北局青年委员会书记。1952年，升任青年团第六届中央书记处候补书记；次年任书记。1954年，当选第一届全国人民代表大会代表。1961年，任中共陕西省委书记处书记。1973年，任陕西省革命委员会副主任。1981年3月，升任中共陕西省委常务书记。